# Debí tirar más fotos
Debí tirar más fotos —estilizado como DeBÍ TiRAR MáS FOToS y también por sus siglas como DTMF— es el sexto álbum de estudio en solitario y séptimo álbum de estudio en general grabado por el cantante puertorriqueño Bad Bunny. Se lanzó el 5 de enero de 2025 a través de la compañía discográfica Rimas Entertainment precediendo el lanzamiento de su anterior álbum Nadie sabe lo que va a pasar mañana (2023). Contiene colaboraciones con Chuwi, Dei V, Pleneros de la Cresta, Omar Courtz y RaiNao. Además, es el álbum con el que el cantante explora la animación de stop motion.

## Precedentes
El 13 de octubre de 2023, Bad Bunny lanzó su quinto álbum de estudio en solitario Nadie sabe lo que va a pasar mañana, que debutó en el número uno del Billboard 200 de EE. UU. con 184.000 unidades y llegó al top 10 en cinco países más. El lanzamiento del álbum fue seguido por su quinta gira de conciertos titulada Most Wanted Tour, que abarcó fechas de febrero a junio de 2024, todas las cuales se agotaron y rompieron múltiples récords. Fuera de las giras, Bad Bunny lanzó colaboraciones con Myke Towers y Rauw Alejandro, así como el sencillo independiente «Una velita», coproducido por su colaborador de larga data Tainy.
El 5 de diciembre de 2024, cuando lanzó el sencillo «El club», se aprecia al final del videoclip el título del álbum en sus siglas DTmF y el año de lanzamiento programado para el 2025. En Navidad, durante el 25 de diciembre, reveló cuántas canciones tendrá el álbum y también compartió el teaser. Al día siguiente, acompañado del lanzamiento del segundo sencillo «Pitorro de coco», reveló lo que significaban las siglas del álbum titulado Debí tirar más fotos y también anunció la fecha del lanzamiento del álbum, programada para el 5 de enero de 2025.

## Promoción y lanzamiento
El álbum fue lanzado el 5 de enero de 2025. Para su promoción, Bad Bunny participaría el 13 de enero como coconductor en The Tonight Show Starring Jimmy Fallon. Esa misma fecha fue anunciada una residencia musical exclusiva para puertorriqueños titulada No me quiero ir de aquí, la cual se tiene previsto llevarse a cabo en el Coliseo de Puerto Rico durante 21 fechas repartidas entre julio y agosto de 2025. Además, el cantante insinuó una posible gira para el resto de América Latina, Europa y Asia.

### Cortometraje
El 3 de enero de 2025, fue lanzado el cortometraje «Debí tirar más Fotos» a través de la plataforma YouTube, que funciona como pieza complementaria al LP. Escrito y dirigido por el artista puertorriqueño Benito Antonio Martínez Ocasio y Arí Maniel Cruz Suárez, el filme de 13 minutos cuenta con la participación del icónico cineasta Jacobo Morales — quien protagonizó el video promocional de Bad Bunny que anunció oficialmente su nuevo álbum — y el leal amigo de Morales, Concho (con la voz de Kenneth Canales), el cual está basado en el sapo endémico conocido con el mismo nombre.

### Portada y diseño de arte

El logotipo utilizado para promocionar el álbum.

La portada de Debí tirar más fotos fue fotografiada y diseñada por el artista Robinson Florian, en la que aparecen dos sillas monobloques colocadas en un campo de pasto y frente a matas de banano. De acuerdo a Bianca Betancourt de Harper's Bazaar, la portada del álbum está realizada de esa manera para «resonar» con la población puertorriqueña tanto de la isla como los inmigrantes viviendo en Estados Unidos. En el caso de la contraportada, la cual contiene la lista de canciones, muestra el arte de Mosh Rivera con sellos de Concho con las leyendas "De Puerto Rico para el mundo" y "Puerto Rico: Seguimo Aquí".[cita requerida]
Cada visualizador en YouTube relata una parte específica de la historia de Puerto Rico presentada como una presentación de diapositivas, con la información siendo recopilada por el profesor de la Universidad de Wisconsin-Madison, Jorell Meléndez Badillo. El contenido discute momentos de resistencia tal como la colonización española, la adquisición de Puerto Rico por Estados Unidos, la diáspora puertorriqueña, la represión durante el siglo XX, el asesinato de la estudiante activista Antonia Martínez y la creación de las banderas de Puerto Rico y el Grito de Lares.

## Recepción crítica
En una reseña de cinco estrellas, Maya Georgi de Rolling Stone lo llamó un álbum "de cosecha propia, jubiloso y fresco" y concluyó su reseña diciendo: "En Nadie Sabe , afirmó que estaba en su mejor momento. Ahora, en Debí Tirar Más Fotos, está claro que finalmente lo está".  En una reseña positiva, Robin Murray de Clash consideró que el álbum es "una carta de amor a la herencia [de Bad Bunny]" y, además, afirmó que es "potente y personal". 
En sitios de redes sociales como X (anteriormente Twitter), el álbum ha ganado una atención significativa en las discusiones políticas puertorriqueñas; particularmente la canción "Lo que le pasó a Hawaii", que expresa preocupación por el posible impacto negativo de la estadidad puertorriqueña en el contexto de Hawái . La canción ha sido denunciada por los defensores de la estadidad ( estadistas ), algunos de los cuales continúan viendo a Hawái como un modelo exitoso para la estadidad puertorriqueña.  Los defensores de la estadidad han acusado ocasionalmente a Bad Bunny de apoyar la independencia de Puerto Rico, particularmente después de su apoyo a candidatos vinculados al Partido Independentista Puertorriqueño, como Juan Dalmau para gobernador. 

## Desempeño comercial
Debí tirar más fotos debutó en la segunda posición del Billboard 200 para la semana del 18 de enero de 2025 con 122 000 unidades equivalentes, de las cuales 8 000 se registraron de ventas puras en formato físico y digital, convirtiéndose así en el séptimo álbum de Bad Bunny que ingresa directamente al Top 10. También marcó la primera ocasión desde el 2020 con YHLQMDLG que un álbum del cantante no debuta en la primera posición del listado, lo cual se atribuyó a la fecha inusual de lanzamiento en domingo en lugar de viernes, resultando en únicamente cinco días de conteo.

## Lista de canciones
| N.º   | Título                                     | Letras                                                                                                  | Compositor(es) y/o productor(es)                                                                                             | Duración |  |
| 1.    | «NUEVAYoL»                                 | Benito Antonio Martínez Ocasio                                                                          | MAG Justo Barreto La Paciencia                                                                                               | 3:03     |  |
| 2.    | «VOY A LLeVARTE PA PR»                     | Benito Antonio Martínez Ocasio                                                                          | La Paciencia Dysbit Tainy | 2:36     |  |
| 3.    | «BAILE INoLVIDABLE»                        | Benito Antonio Martínez Ocasio                                                                          | MAG Elikai La Paciencia Big Jay                                                                                              | 6:07     |  |
| 4.    | «PERFuMITO NUEVO» (con RaiNao)             | Benito Antonio Martínez Ocasio Naomi Ramiez                                                             | La Paciencia Tainy Richie Lopez                                                                                              | 3:20     |  |
| 5.    | «WELTiTA» (con Chuwi)                      | Benito Antonio Martínez Ocasio Loren Aldarondo Torres Wester Aldarondo Torres Wilfredo Aldarondo Torres | Big Jay La Paciencia Eduardo Cabra Pau Donés Cirera                                                                          | 3:07     |  |
| 6.    | «VeLDÁ» (con Dei V y Omar Courtz)          | Benito Antonio Martínez Ocasio David Gerardo Rivera Juarbe Joshua Omar Medina Cortes                    | Foreign Teck Frank King Osakis Bassy Tainy Orlando Javier Valle Vega Edwin Vázquez Vega Vladimir Felix Juan Luis Morena Luna | 3:55     |  |
| 7.    | «EL CLúB»                                  | Benito Antonio Martínez Ocasio                                                                          | MAG Scotty Dittrich La Paciencia Mick Coogan Saox Uv killin em Aidan Cullen The Change Julia Lewis                           | 3:42     |  |
| 8.    | «KETU TeCRÉ»                               | Benito Antonio Martínez Ocasio                                                                          | Tainy MAG La Paciencia | 4:10     |  |
| 9.    | «BOKeTE»                                   | Benito Antonio Martínez Ocasio                                                                          | MAG La Paciencia Mick Coogan                                                                                                 | 3:35     |  |
| 10.   | «KLOuFRENS»                                | Benito Antonio Martínez Ocasio                                                                          | MAG Tainy La Paciencia | 3:19     |  |
| 11.   | «TURiSTA»                                  | Benito Antonio Martínez Ocasio                                                                          | MAG Scott Dittrich Jonathan "Yoni" Asperil La Paciencia                                                                      | 3:10     |  |
| 12.   | «CAFé CON RON» (con Pleneros de la Cresta) | Benito Antonio Martínez Ocasio                                                                          | Tainy La Paciencia | 3:48     |  |
| 13.   | «PIToRRO DE COCO»                          | Benito Antonio Martínez Ocasio                                                                          | MAG La Paciencia Tainy Chuito                                                                                                | 3:26     |  |
| 14.   | «LO QUE LE PASÓ A HAWAii»                  | Benito Antonio Martínez Ocasio                                                                          | Tainy MAG Hamed Flor Morales Ramos                                                                                           | 3:49     |  |
| 15.   | «EoO»                                      | Benito Antonio Martínez Ocasio                                                                          | Tainy La Paciencia | 3:24     |  |
| 16.   | «DtMF»                                     | Benito Antonio Martínez Ocasio                                                                          | MAG | 3:57     |  |
| 17.   | «LA MuDANZA»                               | Benito Antonio Martínez Ocasio                                                                          | Tainy Big Jay La Paciencia Hamed                                                                                             | 3:33     |  |
| 62:01 |                                            | | |          |  |

Notas
- Todos los títulos están estilizados en una notación de texto en la que escribe todas las letras en mayúscula y una vocal en minúscula.
- «Nuevayol» contiene un sample de "Un verano en Nueva York", escrita por Justi Barreto e interpretada por Andy Montañez y El Gran Combo de Puerto Rico, y una entrevista posterior a la pelea de Oscar De La Hoya vs. Félix Trinidad.
- "Voy a Llevarte Pa' PR" contiene interpolaciones de: "La Barria", escrita e interpretada por Wisin & Yandel con la participación de Héctor El Father; "Me Quiere Besar", escrita e interpretada por Alexis & Fido, y "Cazando Voy", escrita e interpretada por Ángel & Khriz.
- «Baile Inolvidable» contiene un fragmento del cortometraje de «Debí Tirar Mas Fotos», con un diálogo de Jacobo Morales.
- "Weltita" Contiene una interpolación de "La Flaca", escrita por Pau Donés, e interpretada por su banda Jarabe de Palo.
- «Veldá» contiene voces adicionales de Wisin y un sample de «No Voy a Esperar por Ti», interpretada por Plan B.
- «Kloufrens» contiene un verso cantado a coro por De la Rose.
- "Pitorro de Coco" contiene una muestra de "Si Yo Fuera Alcalde", escrita e interpretada por Chuíto el de Bayamón.
- «Eoo» contiene samples de «Perreo Baby», escrita e interpretada por Héctor & Tito, y de «Solo de mi», escrita por Benito Martínez e Ismael Flores, e interpretada por Bad Bunny.
- «La Mudanza» contiene una interpolación de «P FKN R», escrita por Martínez, Charles Ocansey, Frederik Thrane, José Rivera, y Austin Santos, e interpretada por Bad Bunny, Kendo Kaponi and Arcángel.

## Posicionamiento en listas
| Listas (2025)                 | Mejor posición |
| ----------------------------- | -------------- |
| Alemania (Offizielle Top 100) | 3              |
| Bélgica (Ultratop Flandes)    | 2              |
| Bélgica (Ultratop Valonia)    | 1              |
| España (PROMUSICAE)           | 1              |
| Italia (FIMI)                 | 2              |
| Suiza (Schweizer Hitparade)   | 1              |

## Certificaciones
| País   | Organismo certificador | Certificación | Ventas certificadas | Ref.   |
| ------ | ---------------------- | ------------- | ------------------- | ------ |
| España | PROMUSICAE             | 4× Platino    | 1600 000            | [ 33 ] |
| Italia | FIMI                   | Oro           | 25 000              | [ 34 ] |